# Бакланів-Петрів Євген Миколайович
Євге́н Микола́йович Бакла́нів-Пе́трів (23 грудня 1874 — ? ) — полковник Армії Української Народної Республіки.

## Життєпис
На військовій службі з серпня 1899 року. З 1908 року служив у Середній Азії. Останнє звання у російській армії — штабсротмістр.
З 1 липня 1918 року — ремонтер Головної управи ремонту Військового міністерства Української Держави. З 1 лютого 1919 року — начальник штабу 2-ї кінної дивізії, згодом — 5-ї кінної дивізії Дієвої армії УНР. 16 травня 1919 року у Луцьку потрапив до польського полону. 22 жовтня 1919 року повернувся з полону та перебував у розпорядженні штабу Дієвої армії УНР.
З 1 листопада 1919 року — член реорганізаційної комісії при українській місії генерала Зелінського, що працювала у Польщі. З 1 квітня 1920 року — булавний старшина для доручень при голові української військової місії у Варшаві. З 1 червня 1920 року — булавний старшина 3-го відділу організаційної управи Генерального штабу УНР.
У 1920-х рр. жив на еміграції у Польщі. Подальша доля невідома.